# Шаталов Юрій Володимирович
Юрій Володимирович Шаталов (рос. Юрий Владимирович Шаталов, пол. Jurij Szatałow; нар. 15 вересня 1963, Тетюхе, РРФСР) — радянський, російський, український та польський футболіст, захисник. Вихованець донецького «Шахтаря». Згодом польський футбольний тренер. Був тренером «Гурник» (Ленчна).

## Кар'єра гравця
Народився в місті Тетюхе (зараз — Дальнєгорськ), проте незабаром після цього разом з сім'єю переїхав у Владивосток. У 16 років переїхав до України, де почав займатися футболом у спортивній школі донецького «Шахтаря». Однак до першого складу донецького клубу пробитися не зумів, тому виступав за резервну команду. У 80-их роках захищав кольори «Новатора» (Жданов), «Шахтаря» (Горлівка), «Поділля» (Хмельницький) та «Кривбасу» (Кривий Ріг). У 1991 році перейшов до ризької «Пардаугави», а потім — до АПК (Азов). З 1992 року кар'єра Шаталова була пов'язана з Польщею. Як гравець захищав кольори «Варти» (Познань), «Аміки» (Вронкі) та «Спарти» (Оборники).

## Кар'єра тренера
Ще виступаючи в другій команді клубу «Аміка» (Вронкі) виконував також і функції тренера. У сезоні 2002/2003 років продовжував поєднувати функції футболіста та тренера в команді «Спарта» (Оборники). Потім вже виключно як тренер працював у «Канії» (Гостин), «Ягеллонії» (Білосток) та  «Промень» (Опалениця). У 2009 році тренував «Полонія» (Битом), а 1 листопада 2010 року очолив «Краковію». Період роботи Шаталова в Краковії супроводжувався проблемами. Переговори між клубом і тренером велися ще під час діючого контракту юрія з «Полонією». Й лише 3 листопада Польський футбольний союз дозволив Шаталову приступити до роботи в «Краковії». 21 листопада за згодою сторін договір було розірвано. 21 вересня замінив Януша Кубота на посаді головного тренера «Завіші» (Бидгощ). На цій посаді пропрацював до 26 квітня 2013 року. 6 травня 2016 року подав у відставку з посади головного тренера «Гурник» (Ленчна), Юрія на цій посаді замінив Анджей Рибарський. 31 жовтня 2016 року підписав контракт з ГКС (Тихи), але 10 листопада 2017 року через невдалі виступи команди керівництво клубу та Юрій Шаталов домовилися про дострокове розірвання контракту.

## Досягнення
- Кубок Польщі
  -  Володар (1): 1998